# Wrangel von Brehmer
Wrangel von Brehmer är en svensk adelsätt som blev friherrlig 1765 och introducerades på Riddarhuset 1776 som nummerr 268.
Ätten uppstod genom att friherre Johan von Brehmer upprättade ett fideikommiss åt en systerdotters son Johan Vilhelm Wrangel till Sag. Villkoret för fideikommisset var att fideikommissarien alltid skulle heta Wrangel von Brehmer.
Johan Vilhelm Wrangel von Brehmer var född 8 september 1724 och tillträdde fideikommisset Skeinge vid Osby  1754. Han blev svensk friherre 1765 och introducerades 1776. Han dog på Skeinge 1786.
Hans son Voldemar Vilhelm (1774-1829) köpte 1812 Hyby, flyttade fideikommisset dit och sålde Skeinge.
Hyby slott och gods avyttrades av familjen Wrangel von Brehmer på 1990-talet och ägs numera av godsägaren Bertil Jönsson.
Carl Gustaf (1803-1872) ärvde fideikommisset efter sin far. Han gifte sig 1835 i Genarps kyrka med Hellevig Wollmar, som ärvde Häckeberga och Toppeladugård i Genarps socken. De hade tre söner Johan Volmer (1836-1907), Tönnes (1838-1903) och Helmuth (1843-1917)

## 1900-talet
Carl Gustaf Wrangel von Brehmer (född 1942), gift med Kerstin Wrangel von Brehmer.
Anna Isabelle Wrangel von Brehmer (född 1971), dotter till Carl Gustaf Wrangel von Brehmer.